# كامل بيري
كامل بيري (بالبولندية: Kamil Bury)‏ هو متزحلق بولندي، ولد في 23 يوليو 1995 في جيشن في بولندا.

## وصلات خارجية
- كامل بيري على موقع الاتحاد الدولي للتزلج (التزلج الريفي) (الإنجليزية)
- كامل بيري على موقع أوليمبيديا (الإنجليزية)
- كامل بيري على موقع اللجنة الأولمبية البولندية (مؤرشف) (البولندية)